# Lorenzo Gigli (poeta)
Lorenzo Gigli (Brescia, 23 de octubre de 1889 – Turín, 29 de noviembre de 1971) fue un periodista, crítico literario y ensayista italiano.

## Biografía
Como periodista, trabajó muchos años en la «Gazzetta del Popolo». Fue responsable de la Terza pagina, así como de los suplementos: «Diorama letterario» y «Illustrazione del popolo». En los primeros años cuarenta colaboró también en el quincenal «Primato».
Como crítico literario, escribió ensayos sobre la evolución de la novela italiana de Manzoni a D'Annunzio, sobre la literatura francesa contemporánea y también perfiles sobre los críticos Vittorio Alfieri,  Edmondo De Amicis, Joseph Arthur de Gobineau y Giovanni Pascoli.
Publicó también poesía, narrativa y traducciones de obras clásicas y contemporáneas de literatura francesa (Molière, Louis Hémon) y de literatura anglosajona (Conrad, Huxley, Sinclair Lewis).

## Obras
- Lorenzo Gigli (1914). Il romanzo italiano : da Manzoni a D'Annunzio. Bologna: N. Zanichelli.
- Lorenzo Gigli (1933). Vita di Gobineau. Milano: V. Bompiani.
- Lorenzo Gigli (1940). Teatrino senza fili: diciotto fiabe sceneggiate. Torino: Società Editrice Internazionale.
- Lorenzo Gigli (1942). Fulmine nascosto: il romanzo del Re di Roma. Milano: A. Mondadori.
- Lorenzo Gigli (1946). Santarosa. Milano: Garzanti.
- Lorenzo Gigli (1962). Edmondo De Amicis. Torino: UTET.